# Allingåbro
Allingåbro is een plaats in de Deense regio Midden-Jutland, gemeente Norddjurs, en telt 1924 inwoners (2007).
Het riviertje Alling Å mondt voorbij Allingåbro in de Randers Fjord.